# جلیل‌آباد (گرمسار)
جلیل‌آباد (گرمسار)، روستایی از توابع بخش آرادان شهرستان گرمسار در استان سمنان ایران است.

## جمعیت
این روستا در دهستان کهن‌آباد قرار دارد و براساس سرشماری مرکز آمار ایران در سال ۱۳۸۵، جمعیت آن ۷۰۱ نفر (۲۰۲خانوار) بوده‌است.
بافت جمعیتی روستا بیشتر از گیلکهای مربوط به روستای رامه و از کردهای تبعیدی تشکیل شده است.